# Nychioptera
Nychioptera là một chi bướm đêm thuộc họ Erebidae.

## Loài
- Nychioptera accola Franclemont, 1966
- Nychioptera noctuidalis Dyar, 1907
- Nychioptera opada Franclemont, 1966